# Parasitologia

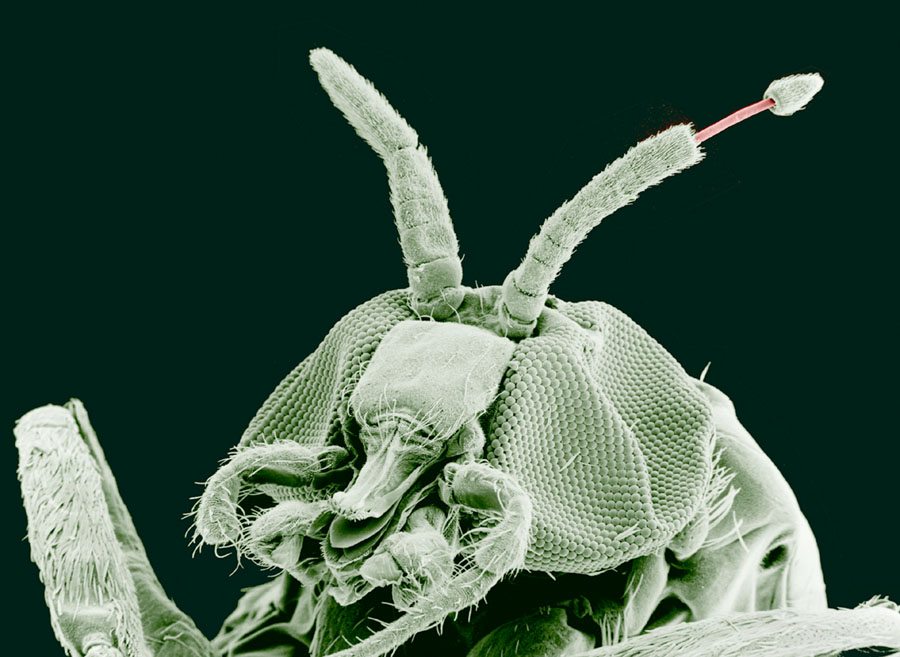
Mosca preta adulta (Simulium yahense) com Onchocerca volvulus a emergir da antena do insecto. A amostra foi fixada quimicamente e seca, sendo depois observada usando microscópio eletrónico de varredura. Ampliado 100x.

Parasitologia é a especialidade da biologia que estuda os parasitas, os seus hospedeiros e relações entre eles. Engloba os filos Protozoa (protozoários), do reino Protista e Nematoda (nematódes), annelida (anelídeos), Platyhelminthes (platelmintos) e Arthropoda (artrópodes), do reino Animal. Protozoários são unicelulares, enquanto os nematódeos, anelídeos, platelmintos e artrópodes são organismos unicamente multicelulares. Temos também parasitismo em plantas (holoparasita e hemiparasita) como é o caso do cipó-chumbo. temos parasitismo em fungos (micose) e em bactérias e até vírus. Como disciplina biológica, o campo da parasitologia não é determinado pelo organismo ou ambiente em questão, mas pelo seu modo de vida. Isto significa que forma uma síntese com outras disciplinas, e traz para si técnicas de campos com biologia celular, bioinformática, bioquímica, biologia molecular, imunologia, genética, evolução e ecologia.
No Brasil, as principais parasitoses de interesse da área da saúde são:
Protozooses
- Amebíase
- Tripanosomíase
- Leishmanioses
- Giardíase
- Tricomoníase
- Malária
- Toxoplasmose
- Balantidiose

Helmintoses
- Esquistossomose
- Teniase/cisticercose
- Hidatidose/equinococose
- Enterobiose
- Filariose
- Ancilostomose/necatoriose
- Ascaridíase
- Tricocefalose
- Estrongiloidíase

Ectoparasitoses (artrópodes)
- Pediculose
- Ftiríase
- Miíase
- Acaríase